# Pelecorhynchus penai
Pelecorhynchus penai är en tvåvingeart som beskrevs av Pechuman 1967. Pelecorhynchus penai ingår i släktet Pelecorhynchus och familjen Pelecorhynchidae. Inga underarter finns listade i Catalogue of Life.